# Bratři z Limburka

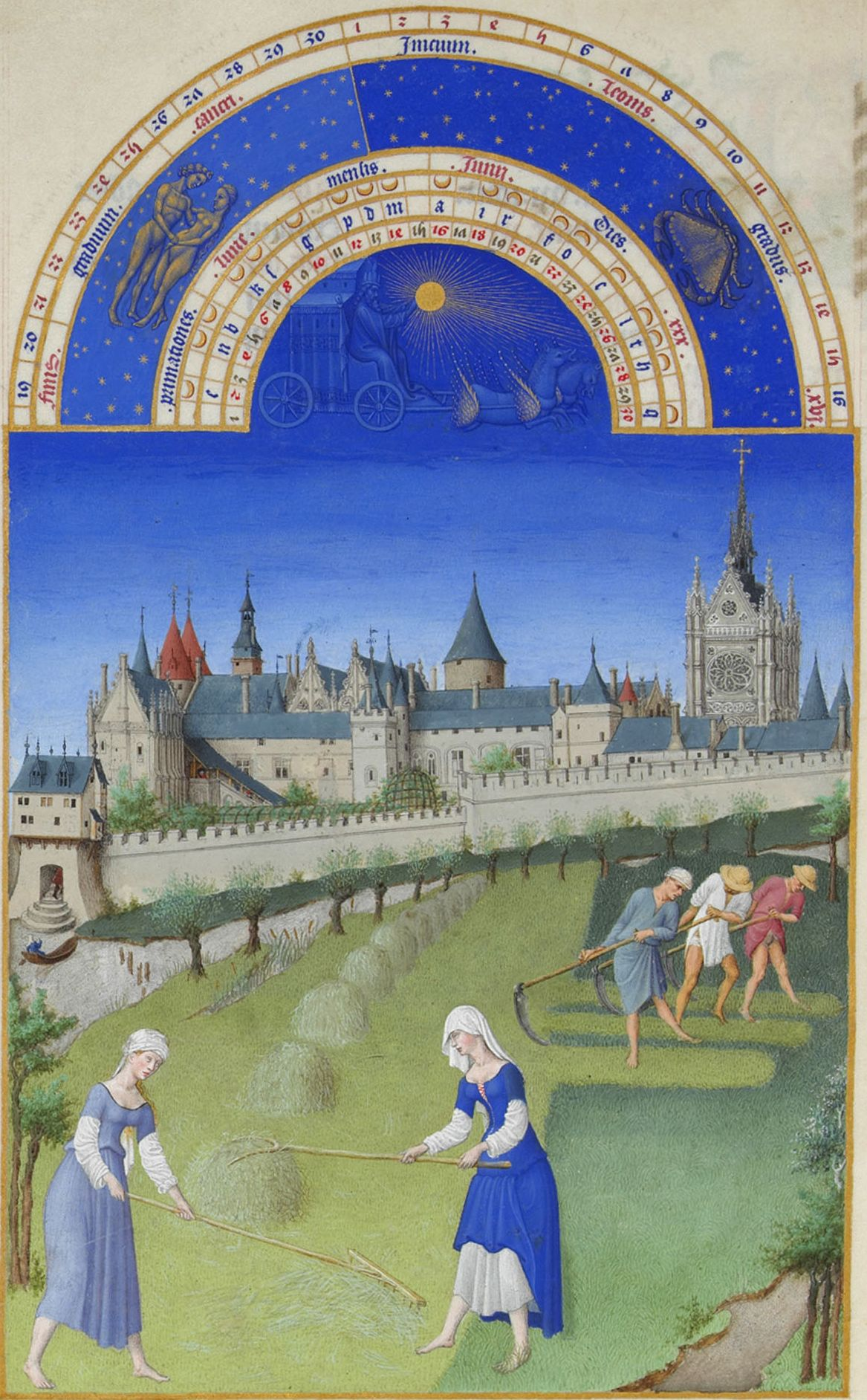
Přebohaté hodinky vévody z Berry: Červen, Senoseč (1412–16)
Iluminace na pergamenu, 22,5×13,6 cm

Bratři z Limburka (nizozemsky Gebroeders van Limburg) Herman, Jan a Paul (po 1386 Nijmegen – před únorem 1416 Bourges) byli známí nizozemští malíři miniatur z města Nijmegenu. Jejich miniatury představují nejvýznamnější malířské dílo západoevropského okruhu před vystoupením bratří van Eycků.

## Životopis
Bratři se asi původně jmenovali Malouelové. Jejich děd, Johannes de Lymborgh, přišel do Nijmegenu, hlavního města středověkého Vévodství Geldern, pravděpodobně z Limbourgu na řece Máze. Jeho syn Arnold byl řezbář a pracoval pro vévodský dvůr. Kolem roku 1385 se oženil s Mechteld Maelwaelovou či Maloeulovou pocházející z rodiny dvorních malířů. Jejich prvním synem byl Herman (asi 1385, ve francouzských zdrojích Hermant), následován Paulem (1386 či 1387, ve francouzských zdrojích Polleke či Polequin) a Janem (Johanneke, Jacquemin, Gillequin či Jehanequin, asi 1388). Sourozenci měli ještě dva mladší bratry Rutgera a Arnolda a sestru Gretu.
Po smrti jejich otce (asi 1398) je strýc Jean Malouel, či Johan Maelwael nebo Jehan Maleuel, (kolem 1360 Geldern – 1419 Paříž), nejvýznamnější malíř na burgundském a francouzském dvoře té doby, poslal do učení. Herman a Jan se v Paříži vyučili zlatnickému řemeslu. Když v roce 1399 jeli navštívit matku do Nijmegenu, byli v Bruselu vzhledem k probíhající válce zadrženi. Jejich matka však nebyla s to požadované výkupné 55 zlatých zaplatit. Proto na ně mezi sebou začali příslušníci místního zlatnického cechu pořádat sbírku. Peníze nakonec na žádost jejich strýce zaplatil burgundský vévoda Filip II. Smělý a oba bratři byli v roce 1400 propuštěni.

### Práce na Bibli
V roce 1402 najal vévoda Filip všechny tři bratry, aby pro něj iluminovali Bibli. Šlo zřejmě o takzvanou Bible Moralisée, která je dnes uložena ve Francouzské národní knihovně v Paříži. Vévoda Filip II. Smělý zemřel v roce 1404 ještě před jejím dokončením.

### Hodinky vévody z Berry
Později téhož roku (1404) začali Paul, Herman a Jan pracovat pro vévodu z Berry, bratra zesnulého Filipa II. Jejich hlavním úkolem bylo iluminovat Knihu Hodinek, pravidelných modliteb pro různé příležitosti, zejména však pro modlitbu breviáře (denní modlitby církve). Knihu dokončili roku 1409. Dnes je uložena ve sbírkách Metropolitního muzea umění v New Yorku.

Vévoda byl výstřední sběratel umění, především knih. Nejvíce si oblíbil Paula, kterého zahrnoval přízní a uznáním. Jeho hlavním dílem byly Přebohaté hodinky vévody z Berry (Très Riches Heures du Duc de Berry), jež jsou dnes uloženy v Musée Condé na zámku v Chantilly. Na knize spolupracoval se svými bratry Hermanem a Janem, avšak nikdy ji nedokončili.
Velké miniatury měsíců Přebohatých hodinek provedené ve světlých barevných tónech temperovou technikou vyjadřují v štíhlých, protažených postavách s graciézními gesty, nádherných oděvech a v půvabných krajinných pozadích zjemnělou kulturu nejpřednějšího evropského dvora.

### Úmrtí
V první polovině roku 1416 vévoda i všichni tři bratři z Limburka, jimž nebylo ani 30 let, náhle z neznámých příčin zemřeli. Příčinou snad mohl být mor. Přebohaté hodinky tak zůstaly nedokončeny.

## Další osudyPřebohatých hodinek
Ve 40. letech 15. století, v době, kdy knihu vlastnil neapolský král René I. z Anjou, pracoval na jejím dokončení neznámý umělec, snad Vlám Bartoloměj van Eyck.
V roce 1485 ji pro savojského vévodu dokončil francouzský miniaturista Jean Colombe.
Dílo bratří z Limburka nebylo veřejnosti přístupné, a tak upadlo až do 19. století v zapomnění. Ve své době se však stalo vzorem pro další generace malířů a jeho vliv daleko přesáhl hranice malby miniatur.